# Elecciones a la Asamblea Constituyente de Bulgaria de 1990
Las elecciones para la Asamblea Constituyente de Bulgaria se celebraron el 10 de junio de 1990, con una segunda vuelta para elegir los últimos dieciocho escaños el día 17 de junio. Fueron las primeras elecciones celebradas en el país tras la caída del comunismo el invierno anterior, y las primeras elecciones libres desde el año 1931. El sistema electoral usado bajo el régimen comunista, de 400 circunscripciones uninominales, fue sustituido por otro mixto donde la mitad de los representantes era elegido en circunscripciones uninominales y la otra mitad por representación proporcional. El resultado dio la victoria al Partido Socialista Búlgaro, nuevo nombre adoptado por el antiguo Partido Comunista Búlgaro, que obtuvo 211 de los 400 escaños. La participación electoral fue del 90.3%, la más alta registrada.
| Elecciones para la Asamblea Constituyente de Bulgaria, 10 y 17 de junio de 1990 |           |       |         |
| Partido                                                                         | Votos     | %     | Escaños |
| Partido Socialista Búlgaro (PSB)                                                | 2.886.363 | 47,15 | 211     |
| Unión de Fuerzas Democráticas (UDF)                                             | 2.216.127 | 36,21 | 144     |
| Movimiento por los Derechos y Libertades                                        | 491.596   | 8,03  | 23      |
| Unión Nacional Agraria Búlgara                                                  | 368.929   | 6,02  | 16      |
| Partido Patriótico del Trabajo                                                  | 36.668    | 0,6   | 1       |
| Partido Socialista Alternativo                                                  | 22.064    | 0,36  | 0       |
| Unión Socialista Alternativa                                                    | 16.061    | 0,26  | 0       |
| Partido Liberal Pernik                                                          | 15.034    | 0,25  | 0       |
| Frente de la Patria                                                             | -         | -     | 2       |
| Partido Social Democrático                                                      | -         | -     | 1       |
| independientes                                                                  | -         | -     | 2       |
| otros 29 partidos '                                                             | 68.584    | 1,12  | 0       |